# Millî Nizam Partisi
Die Nationale Ordnungspartei (türkisch: Milli Nizam Partisi – MNP) war eine islamistische politische Partei in der Türkei. Die MNP war die erste politische Partei der Millî-Görüş-Bewegung.
Die Partei wurde am 26. Januar 1970 von Necmettin Erbakan gegründet. Die ersten Mitglieder der MNP waren ehemalige islamistisch orientierte Mitglieder der Gerechtigkeitspartei (Adalet Partisi – AP). Die Nationale Ordnungspartei propagierte islamisch-moralische Werte und nationalistische Gefühle und verteidigte eine etatistische Wirtschaftspolitik sowie eine vom Staat geführte industrielle Entwicklungspolitik. Nach dem Militärputsch von 1971 wurde die Partei von dem Verfassungsgerichtshof wegen ihrer „Aktivitäten gegen den Laizismus“ verboten.
Die Führungskader der Partei gründeten am 11. Oktober 1972 mit einem ähnlichen Status und politischem Programm die Nationale Heilspartei.